# Bertha von Suttner

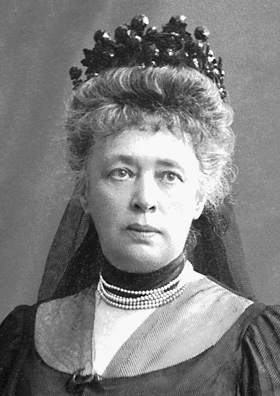
Bertha von Suttner (1905)

Bertha Sophia Felicita Freifrau von Suttner, geborene Gräfin Kinsky von Wchinitz und Tettau, Pseudonyme: B. Oulot, Jemand (* 9. Juni 1843 in Prag, Kaisertum Österreich; † 21. Juni 1914 in Wien), war eine österreichische Pazifistin, Friedensforscherin und Schriftstellerin. Sie wurde 1905 als erste Frau mit dem seit 1901 vergebenen Friedensnobelpreis ausgezeichnet.

## Leben
Einige Fotos, die Bertha von Suttner im Lauf ihres Lebens zeigen, werden im Forschungsblog der Österreichischen Nationalbibliothek beschrieben.

### Frühe Jahre
Bertha von Suttner stammte als gebürtige Gräfin Kinsky von Wchinitz und Tettau aus einer böhmischen Adelsfamilie. Ihr Vater Franz Joseph Graf Kinsky von Wchinitz und Tettau, der vor ihrer Geburt im 75. Lebensjahr verstarb, war General, ihr Großvater mütterlicherseits Hauptmann der Kavallerie. Sie wuchs bei ihrer Mutter Sophie Wilhelmine (geborene von Körner, entfernt verwandt mit dem Dichter Theodor Körner) im aristokratischen Umfeld der österreichisch-ungarischen k.k. Monarchie und deren militaristischem Hintergrund auf. Als Kind und Jugendliche lernte sie mehrere Sprachen, beschäftigte sich mit Musik und reiste viel.

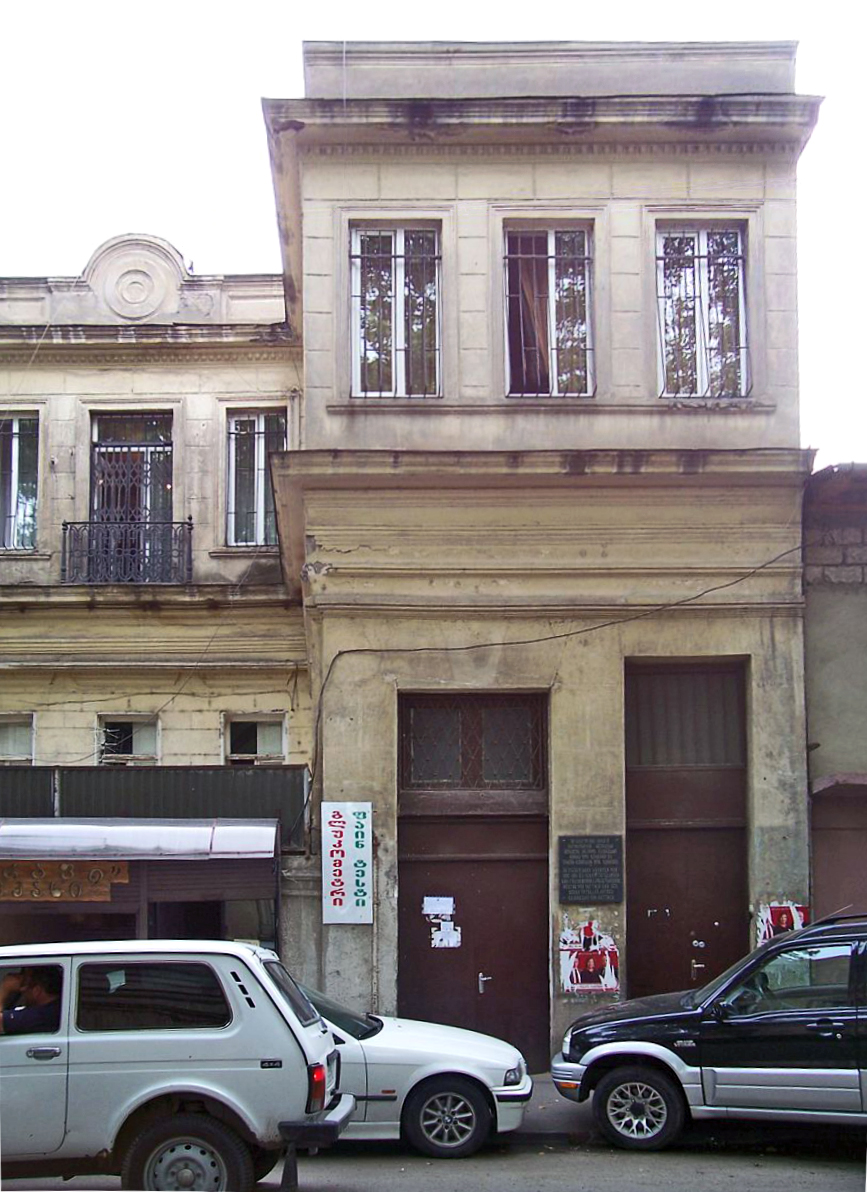
Suttners Wohnhaus im ehemaligen deutschen Viertel von Tiflis („Neu-Tiflis“)

Nachdem das ererbte Vermögen ihres Vaters (nicht zuletzt aufgrund der Spielleidenschaft der Mutter) weitgehend aufgebraucht war, nahm Bertha 1873 eine Stelle als Gouvernante bei dem Industriellen Karl Freiherr von Suttner in Wien an und erteilte den vier Töchtern der Familie Unterricht in Musik und Sprache. In dieser Zeit verliebte sie sich in den um sieben Jahre jüngeren Arthur Gundaccar von Suttner, den jüngsten Sohn der Suttners. 1876 reiste sie nach Paris, wo sie knapp zwei Wochen lang die Privatsekretärin von Alfred Nobel war. Arthurs Mutter hatte, um das Verhältnis zwischen Bertha und ihrem Sohn zu beenden, Bertha entlassen. Jedoch verschaffte sie ihr die Stelle bei Nobel, um sie nicht mittellos aus dem Haus zu werfen. Nobel wurde aber bald vom schwedischen König in seine Heimat berufen.
Bertha kehrte nach Wien zurück und heiratete am 12. Juni 1876 heimlich Arthur Gundaccar, gegen den Willen seiner Eltern. Daraufhin wurde Arthur von Suttner enterbt, und das Ehepaar zog für mehr als acht Jahre, von 1876 bis 1885, in den Kaukasus nach Georgien zu Fürstin Ekaterine Dadiani von Mingrelien. Dort lebte das Paar unter schwierigen finanziellen Umständen von Gelegenheitstätigkeiten. Bertha schlug sich als Sprachlehrerin durch, schrieb Unterhaltungsromane und Übersetzungen. Unvollendet blieb dabei die Übersetzung des georgischen Nationalepos Der Recke im Tigerfell ins Deutsche. Arthur zeichnete Pläne und Tapetenmuster. Die letzten Jahre des Georgien-Aufenthalts, an den sich Bertha von Suttner später trotz der schwierigen Verhältnisse als glückliche Zeit erinnerte, lebten sie in Tiflis.
1877 mit Beginn des Russisch-Türkischen Krieges begann Arthur Berichte über den Krieg sowie über Land und Leute in deutschen Wochenblättern zu veröffentlichen. Bertha von Suttner begann ebenfalls 1877 mit ihrer journalistischen Tätigkeit und hatte unter dem Pseudonym B. Oulot (franz. le boulot = die Arbeit) großen Erfolg, wie auch ihr Mann. Sie schrieb für österreichische Zeitungen Kurzgeschichten und Essays, ihr Mann Kriegsberichte und Reisegeschichten. Im Jahre 1885 kehrten sie gemeinsam nach Wien zurück, söhnten sich mit der Familie aus und bezogen das Familienschloss in Harmannsdorf (Gemeinde Burgschleinitz-Kühnring) in Niederösterreich.

### Journalistische und schriftstellerische Tätigkeit
Nach ihrer Rückkehr blieb Bertha von Suttner journalistisch aktiv, wobei sie ihren Fokus auf eine friedlichere Gesellschaft setzte und sich dem Thema Pazifismus verschrieb. So verfasste sie 1886 das Buch High Life, in dem sie den Respekt vor dem Menschen und seiner freien Entscheidungskraft thematisierte. Kurz darauf erfuhr sie durch eine Gesprächsrunde mit dem französischen Philosophen Ernest Renan von der Existenz der International Arbitration and Peace Association, die der Brite Hodgson Pratt 1880 gegründet hatte.

### „Die Waffen nieder!“
Im Herbst des Jahres 1889, mit 46 Jahren, veröffentlichte sie den pazifistischen Roman Die Waffen nieder!, der großes Aufsehen erregte und Bertha von Suttner zu einer der prominentesten Vertreterinnen der Friedensbewegung machte. Sie beschrieb die Schrecken des Krieges aus der Sicht einer Ehefrau und traf damit den Nerv der Gesellschaft, die zu dieser Zeit in heftigsten Diskussionen über den Militarismus und den Krieg begriffen war. Dieses Buch wurde ihr größter literarischer Erfolg. Es erschien in 37 Auflagen und wurde in fünfzehn Sprachen übersetzt. In ihrem Nachruf auf Bertha von Suttner schrieb Marie Eugenie delle Grazie über diesen Roman: „Vielleicht wird man einmal wenig oder gerade nur so viel mehr von jenem Romane wissen, als die Literaturgewaltigen dekretieren. Sein Titel steht aber schon heute auf der ersten Seite einer neuen Weltgeschichte!“
Mit dem Roman beteiligte sich Suttner am damaligen pazifistischen Diskurs. Sie definierte Frieden als naturrechtlich verbürgten Normalzustand, dem der Krieg als eine Folge menschlichen „Irrwahns“ gegenüberstehe. Dadurch werde das Recht auf Frieden völkerrechtlich einforderbar. Suttner bezieht sich dabei auf eine dynamische Geschichtsauffassung der ins Soziale gewendeten darwinschen Evolutionstheorie und geht von einer steten Höherentwicklung der Menschheit im Sinne einer Selektion der „Edelsten“ aus (Fortschrittsglaube).
Den Winter 1890/91 verbrachte das Ehepaar in Venedig. Bertha von Suttner regte mit anderen die Gründung einer „Friedensgesellschaft Venedig“ an. So lernte sie auch den Marchese Benjamino Pandolfi kennen, über den ihr weitere Vertreter der „Interparlamentarischen Konferenzen“ vorgestellt wurden. Die Interparlamentarischen Konferenzen nannten sich ab 1910 „Interparlamentarische Union“.

### Friedens- und Frauenbewegung

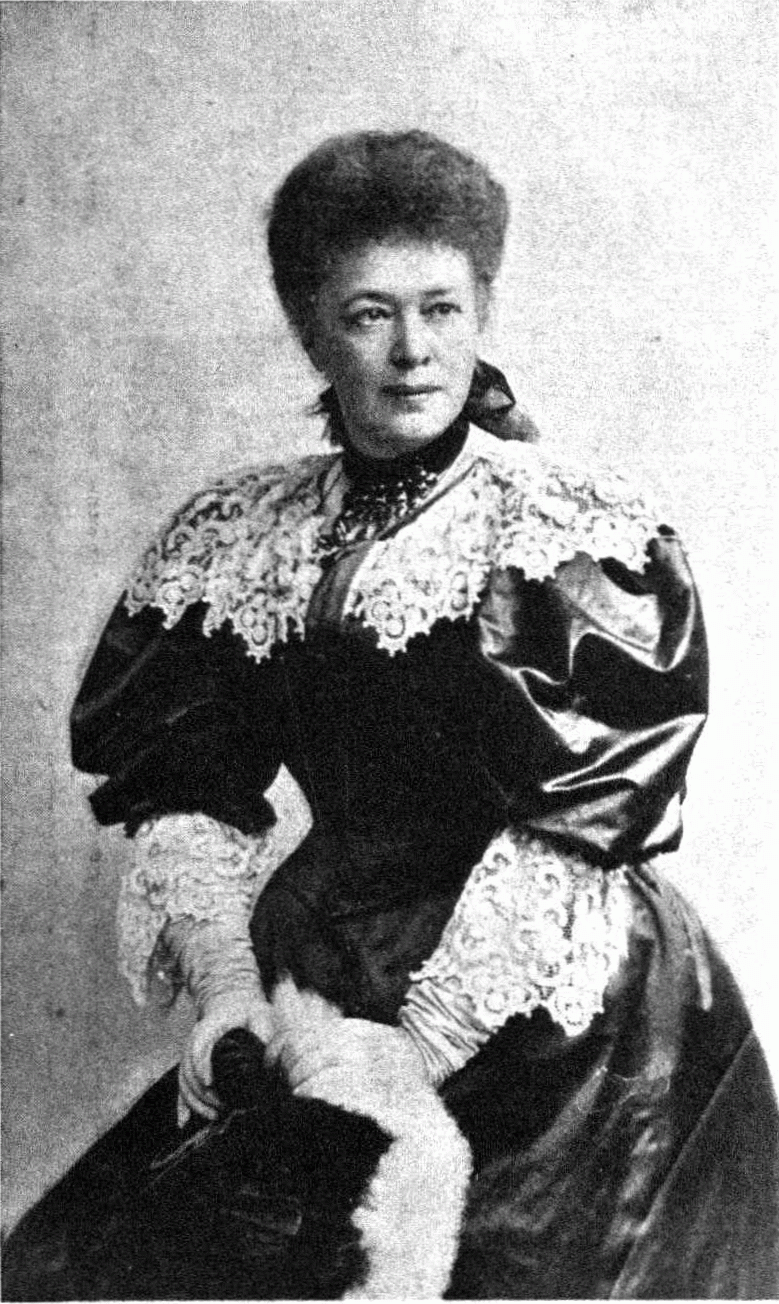
Bertha von Suttner (Fotografie von Carl Pietzner, 1903)

Am 3. September 1891 forderte Bertha von Suttner in einem Artikel der Neuen Freien Presse die Gründung einer „Österreichischen Gesellschaft der Friedensfreunde“ mit den Worten:

„Darum ist es nothwendig, daß überall dort, wo Friedensanhänger existieren, dieselben auch öffentlich als solche sich bekennen und nach Maßstab ihrer Kräfte an dem Werke mitwirken.“

Der Erfolg dieses Aufrufs war überwältigend. Bertha von Suttner wurde von der Österreichischen Gesellschaft der Friedensfreunde sogleich zur ersten Präsidentin ernannt, die sie bis zu ihrem Tode 1914 blieb. Im November 1891 wurde sie anlässlich des Weltfriedenskongresses in Rom zur Vizepräsidentin des Internationalen Friedensbüros gewählt und gründete 1892 zusammen mit Alfred Hermann Fried die Deutsche Friedensgesellschaft, die binnen kurzer Zeit über 2.000 Mitglieder hatte. In der Folge nahm sie an mehreren internationalen Friedenskongressen teil, so etwa 1892 in Bern, 1894 in Antwerpen und 1897 in Hamburg. Am 3. Juni 1897 überreichte sie Kaiser Franz Joseph I. (1830–1916) eine Unterschriftenliste mit dem Plädoyer für ein internationales Schiedsgericht.
1898 wandte sich Bertha von Suttner mit ihrer Schrift Schach der Qual entschieden gegen Tierversuche (damals: Vivisektion). Eine ihrer Begründungen lautete, dass auf Mitleid, „dieses unfehlbare Attribut edler Menschlichkeit“, eine starke Hoffnung des sozialen Fortschritts gesetzt sei und nur mitleidsfähige Menschen daran arbeiten würden, die Unterdrückung, den Gewaltmissbrauch, die Grausamkeit, das Elend aus der Welt zu schaffen: „Wer irgendwo das Mitleid erstickt, wer der Hartherzigkeit ein Privilegium gibt, der schadet der Mit- und Nachwelt weit mehr, als durch irgendwelche physiologische und medizinische – dabei problematische – Ergebnisse genützt werden kann.“ Physiologen verglich von Suttner mit Jägern und Kriegführern, bezeichnete sie als „unsere verfeinerten Grausamkeitsverüber“, die aus einem Beweggrund handelten, „der so stark ist in seiner Gewohnheits- oder Pflichtsgewalt, dass er in ihnen jedes andere Verständnis übertäubt“.
1899 war sie an den Vorbereitungen zur Ersten Haager Friedenskonferenz in Den Haag beteiligt, auf der Regierungsvertreter Fragen der nationalen wie internationalen Sicherheit, des Abrüstens und zur Einrichtung eines internationalen Schiedsgerichts behandelten. Die von den Initiatoren erwarteten Ergebnisse wurden jedoch nicht erzielt. Kriegerische Konflikte konnten zwar beigelegt werden, eine Beendigung aller Kampfhandlungen oder eine Reduzierungen der Rüstung sowie die Einrichtung von internationalen Schiedsgerichten setzte sich jedoch nicht durch.

„Die Religion rechtfertigt nicht den Scheiterhaufen, der Vaterlandsbegriff rechtfertigt nicht den Massenmord, und die Wissenschaft entsündigt nicht die Tierfolter.“

Weil ihr Ehemann 1902 aufgrund einer schweren Krankheit reiseunfähig war, nahm Bertha von Suttner allein an einem Friedenskongress in Monaco teil, reiste dann jedoch mit ihrem Mann zur Erholung nach Böhmen. Am 10. Dezember 1902 starb Arthur Gundaccar von Suttner in Harmannsdorf. Daraufhin musste der Gutshof des Ehepaares Suttner wegen Überschuldung versteigert werden, und Bertha von Suttner zog zurück nach Wien, wo sie weiterhin publizierte (unter anderem auch in der deutschsprachigen ungarischen Zeitung Pester Lloyd). 1903 reiste sie erneut nach Monaco und nahm an der Eröffnung des „Institut International de la Paix“ teil, das Fürst Albert I. (1848–1922) gegründet hatte.
Bertha von Suttner gehörte im Juni 1904 zu den bedeutendsten Teilnehmerinnen der „Internationalen Frauenkonferenz“ des Internationalen Frauenrates in Berlin. Diese Konferenz endete mit einer Friedensdemonstration in der Philharmonie, wo Bertha von Suttner einen Vortrag hielt. Im selben Jahr bereiste sie die Vereinigten Staaten von Amerika. Anlass dazu war der Weltfriedenskongress in Boston (Massachusetts). Sie reiste von Stadt zu Stadt und hielt täglich bis zu drei Vorträge. Ihr Ruf war ihr schon vorausgeeilt, und so wurde sie in Washington DC zu einer Unterredung mit Präsident Theodore Roosevelt (1858–1919) ins Weiße Haus geladen. Die „Friedens-Bertha“, wie sie etwas abfällig in deutschnationalen Kreisen genannt wurde, kam begeistert aus den USA zurück. Ihre siebenmonatige Reise hatte einem Siegeszug geglichen, und es war deutlich geworden, dass die Friedensbewegung in den USA schon wesentlich fortgeschrittener war als in Europa. Überrascht war sie nach damaligen Zeitungs- und Zeitschriftenberichten (so die tschechische Ženský svět) von den allgemeinen Friedensaktivitäten und dem Friedensunterricht an amerikanischen Schulen.

### Friedensnobelpreis und späte Jahre

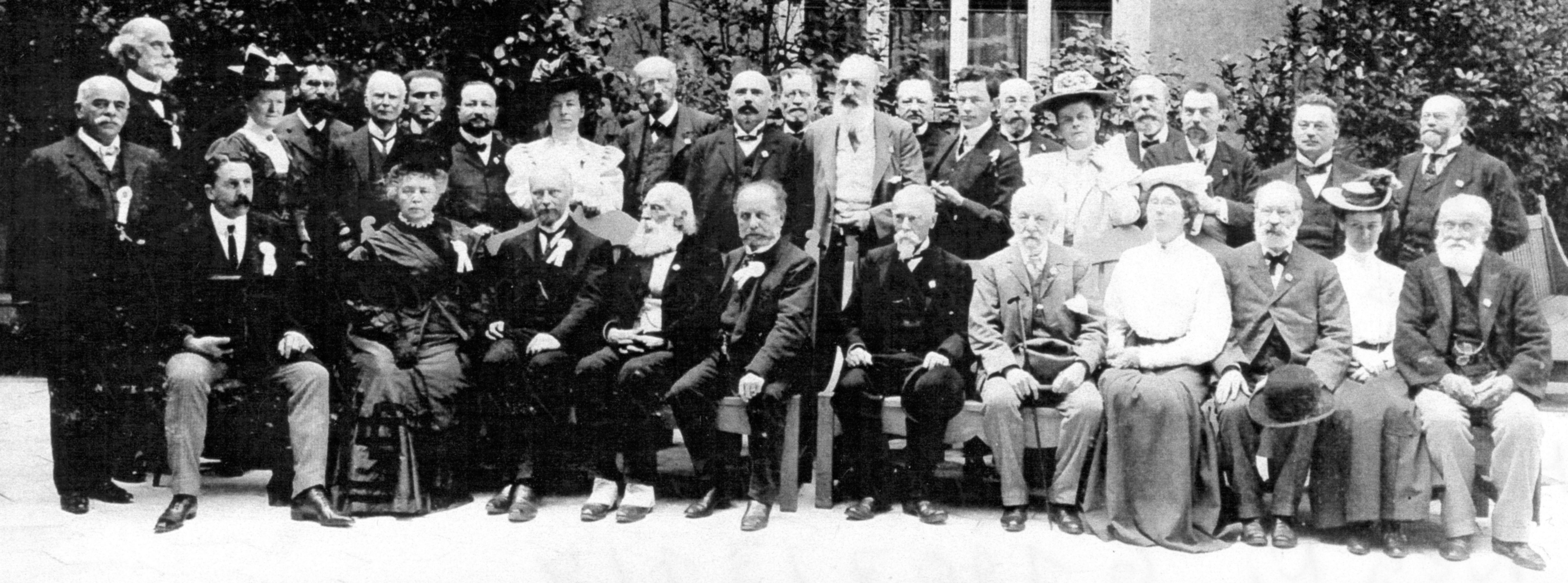
Bertha von Suttner (sitzende Reihe, Zweite von links) im Kreise bekannter Pazifisten auf dem Weltfriedenskongress 1907, München

Am 10. Dezember 1905 erhielt Bertha von Suttner den von ihr angeregten Friedensnobelpreis, den sie am 18. April 1906 in Kristiania entgegennahm. Obwohl Alfred Nobel schon vor der ersten Vergabe 1901, zu der er bereits verstorben war, an Bertha von Suttner als Preisträgerin gedacht hatte, wurde sie erst in dieser fünften Preisrunde bedacht.
Bei ihrer Rede an das Nobelpreiskomitee legte sie die drei Programmpunkte dar, die sie für die Überwindung von Konflikten zwischen Staaten ohne Gewalt entwickelt hatte:
1. Schiedsgerichtsverträge, um die Konflikte zwischen Staaten mit friedlichen Mitteln beizulegen
2. eine Friedensunion aller Staaten, die jeden Angriff eines Staates gegen einen anderen mit gemeinschaftlicher Kraft zurückweisen müsse
3. eine internationale Institution, die als ein Gerichtshof im Namen der Völker das Recht vertrete.

Am nächsten Tag, den 19. April 1906, richteten ihr zu Ehren die norwegischen Frauen eine große Feier aus, auf der Dikka Møller, Pionierin der Friedensbewegung in Norwegen, die Hauptrede hielt.
Bertha von Suttner war auch bei der zweiten Friedenskonferenz in Den Haag 1907 anwesend, die mehr als 1899 auf Regelungen des Kriegsrechts fokussiert war als auf die Frage einer stabilen Friedensordnung. In der Folge versuchte sie vermehrt über die Gefahren der internationalen Aufrüstung und die Interessen der Rüstungsindustrie zu informieren. 1908 machte sie mit einer sehr weitsichtigen und folgerichtigen Analyse auf die Gefahr eines internationalen Vernichtungskrieges aufmerksam:

„Wir sind im Besitze von so gewaltigen Vernichtungskräften, dass jeder von zwei Gegnern geführte Kampf nur Doppelselbstmord wäre. Wenn man mit einem Druck auf einen Knopf, auf jede beliebige Distanz hin, jede beliebige Menschen- oder Häusermasse pulverisieren kann, so weiß ich nicht, nach welchen taktischen und strategischen Regeln man mit solchen Mitteln noch ein Völkerduell austragen könnte.“

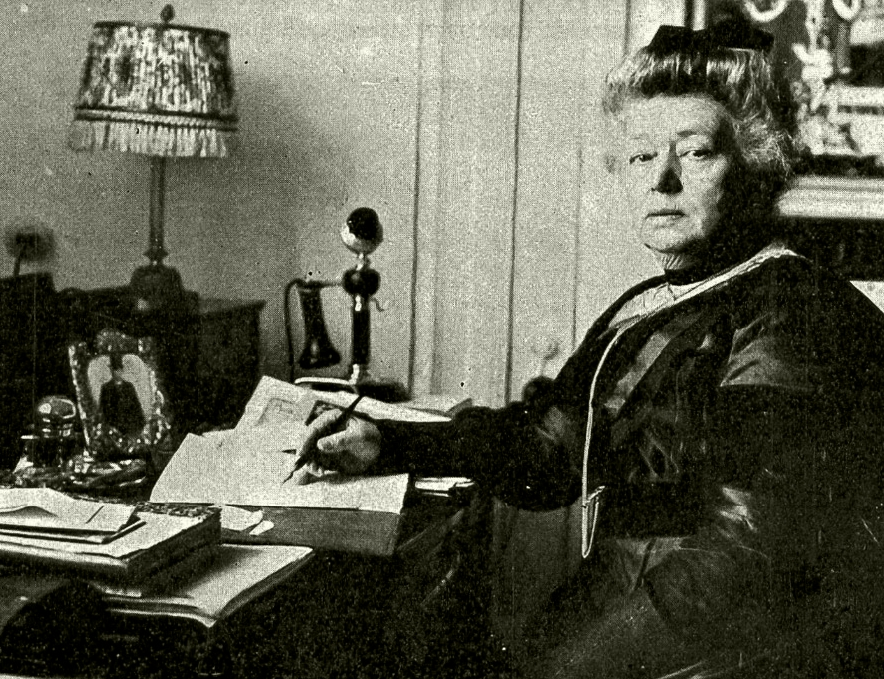
Bertha von Suttner

Anlässlich des ersten Bombenabwurfs aus einem Flugzeug im Jahr 1911 durch italienische Piloten warnte sie vor den Folgen einer offensichtlichen Industrialisierung in der Kriegsführung:

„Und mit jedem Tag wird der Krieg verbrecherischer. Denket an die aus Wolkenhöhen herabfallenden Sprengstoffbomben, die zum erstenmal in diesem Feldzug erprobt worden sind. ‚La prima Torpedine del cielo‘, jubelten die römischen, chauvinismustrunkenen Blätter… Auf ein Lager von 2000 ruhende Menschen und Tiere wurde von einem kühnen Leutnant (Gavotti ist sein Name) von einem ‚Etrich‘ herab eine Bombe geschleudert. Schreiend und rasend liefen die Nichtgetroffenen auseinander und auf die Fliehenden warf der ‚himmlische‘ Held noch seine übrigen Bomben. […] Nein, humanisieren läßt sich bei den heutigen und morgigen Kriegsmitteln (Fernlenkboot, Tod durch Taster usw.) der Krieg nicht mehr; vergebens ist es, ihn den Gesetzen der steigenden Kultur und der erwachenden Menschlichkeit anpassen zu wollen; nur zweierlei ist möglich: daß die Zivilisation den Krieg vernichtet, oder daß im Zukunftskrieg die Zivilisation zugrunde geht.“

Sie begab sich 1912 auf eine zweite Amerikareise, die sie als Vortragende von der Ostküste bis zur Westküste in über fünfzig Städte führte.

## Tod und Nachlass

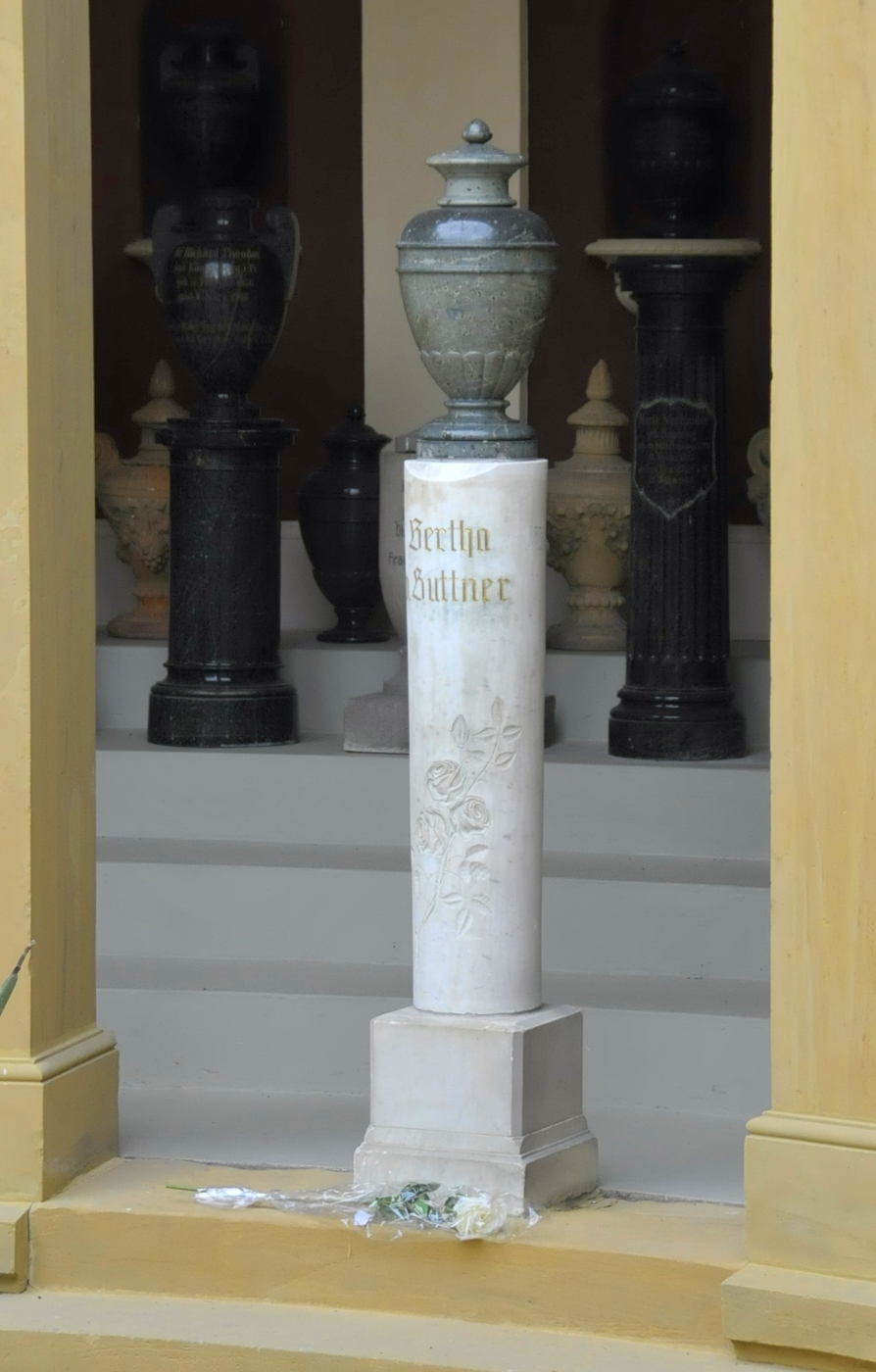
Urne Bertha von Suttners im Kolumbarium in Gotha

Am 21. Juni 1914, wenige Wochen vor dem Beginn des Ersten Weltkriegs, vor dem sie wiederholt gewarnt hatte, erlag Bertha von Suttner einem Krebsleiden. Für den Herbst 1914 war der nächste Weltfriedenskongress vorgesehen. Er hätte in Wien stattfinden sollen. Alfred Hermann Fried überlieferte in seinem Nachruf ihre letzten Worte: „Die Waffen nieder! – – sag’s vielen – vielen.“
Bertha von Suttner war Mitglied im österreichischen Verein „Die Flamme“, der die Feuerbestattung propagierte. Sie förderte den Bau des ersten deutschen Krematoriums in Gotha und verfügte testamentarisch, dass ihr Leichnam nach Gotha überführt und dort verbrannt werden solle. Die Urne mit ihrer Asche wird im Kolumbarium auf dem Hauptfriedhof Gotha aufbewahrt.
Ihr Nachlass wird hauptsächlich in der Bibliothèque des Nations Unies in Genf aufbewahrt, einzelne Dokumente finden sich auch in den Missouri Historical Society Collections (St. Louis) und im Bundesarchiv Koblenz. Teile des Nachlasses werden im Krahuletz-Museum in Eggenburg ausgestellt. Die – durch einen Tagebucheintrag beglaubigte – einzig erhaltene Aufnahme ihrer Stimme von 1904 wird in der österreichischen Mediathek verwahrt.

## Würdigungen

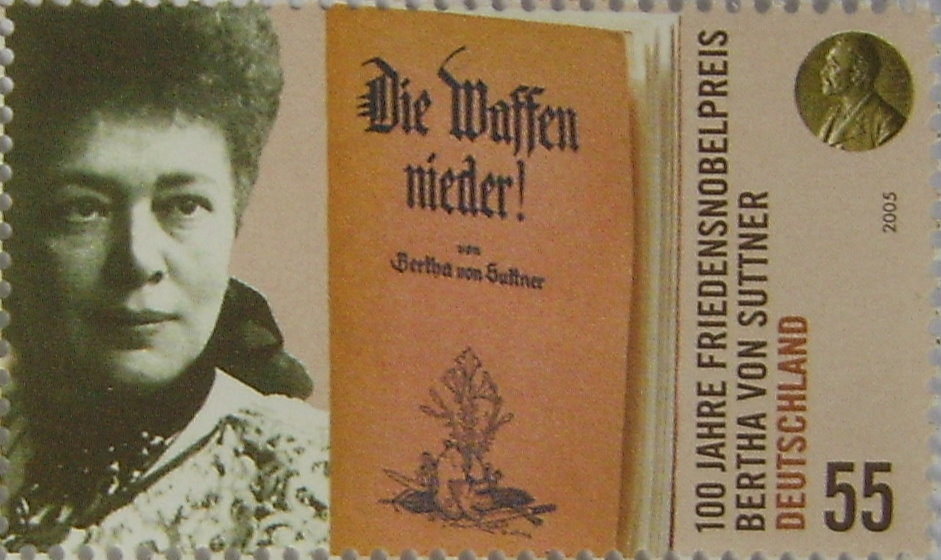

Würdigung auf österr. 2-Euro-Münze

In einer Ansprache würdigte Stefan Zweig bei der Eröffnung des Internationalen Frauenkongresses zur Völkerverständigung 1917 in Bern ihr Andenken. Anlässlich ihres 70. Todestages 1984 legte der Friedensrat der DDR im Gothaer Kolumbarium einen Kranz nieder, der Kirchenhistoriker Walter Bredendiek hielt eine Gedenkrede.

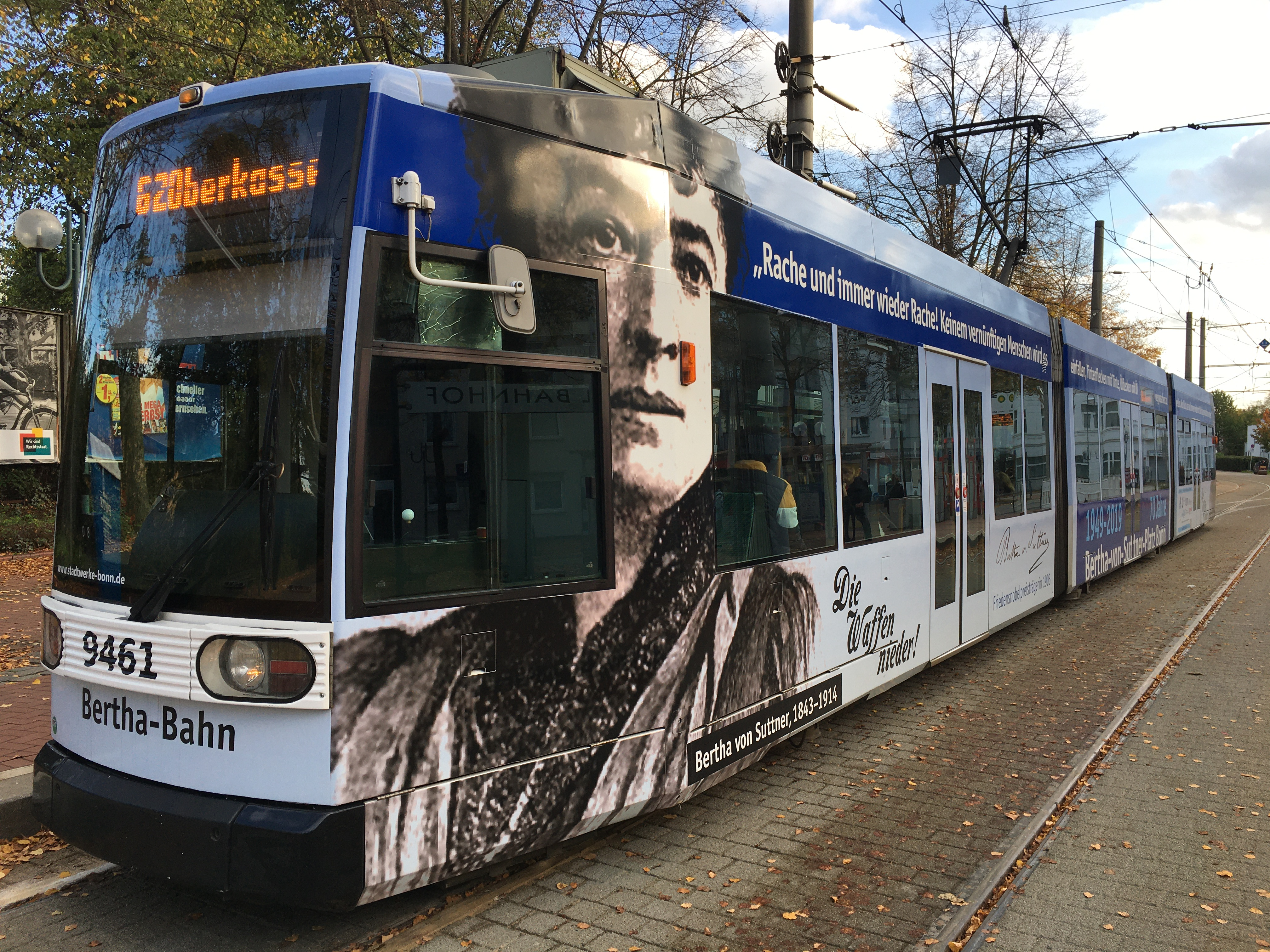
„Bertha-Bahn“ in Bonn (2019)

Zahlreiche Städte in Österreich und Deutschland bewahren durch Benennung von Schulen, Plätzen und Straßen sowie die Umbenennung der Grazer Schönaubrücke in Bertha-von-Suttner-Friedensbrücke ihr Andenken. Insbesondere die DDR ließ Straßen und Einrichtungen des öffentlichen Lebens nach ihr benennen. Insgesamt waren im Januar 2018 167 Straßen und Plätze in Deutschland nach ihr benannt, darunter Plätze in Düsseldorf, Hannover und Bonn. Der Bertha-von-Suttner-Platz in Bonn feierte im August 2019 das 70-jährige Jubiläum. Unter den Schulen, die ihren Namen tragen, sind Gymnasien in Andernach, Neu-Ulm, Oberhausen, Potsdam-Babelsberg, Wien und Berlin-Reinickendorf, Gesamtschulen in Kaiserslautern, Dormagen und Siegen, Realschulen in Essen, Köln-Vogelsang, Osnabrück und Stuttgart-Mühlhausen sowie weitere Schulen in Geesthacht, Windecken, Mörfelden-Walldorf, Ettlingen und Graz. Asteroid (12799) von Suttner im Asteroidengürtel wurde 2001 ihr zu Ehren benannt.
Porträts Bertha von Suttners finden sich auf der österreichischen 1000–Schilling-Banknote von 1970, auf der österreichischen 2-Euro-Münze und auf einer Gedenkmünze der Bundesrepublik Deutschland 2005. Auch auf Briefmarken findet sich ihr Porträt, darunter einer von Gerhard Voigt gestalteten Sondermarke der DDR von 1964 Für den Weltfrieden, einer 1991 in der Reihe Frauen der deutschen Geschichte erschienene Marke der Deutschen Bundespost und einer zum 100. Jahrestag der Nobelpreisverleihung 2005 erschienenen deutschen Sondermarke.
Im Wiener Bezirk Wieden befindet sich ein 1959 von Siegfried Charoux geschaffenes Denkmal. 1963 wurde an ihrem Sterbehaus in der Zedlitzgasse 7 in Wien eine Gedenktafel angebracht. Am Weltfriedenstag 2013 wurde ihr zu Ehren am Bonner Bertha-von-Suttner-Platz eine 2,50 Meter hohe Edelstahl-Stele der finnischen Künstlerin Sirpa Masalin enthüllt.

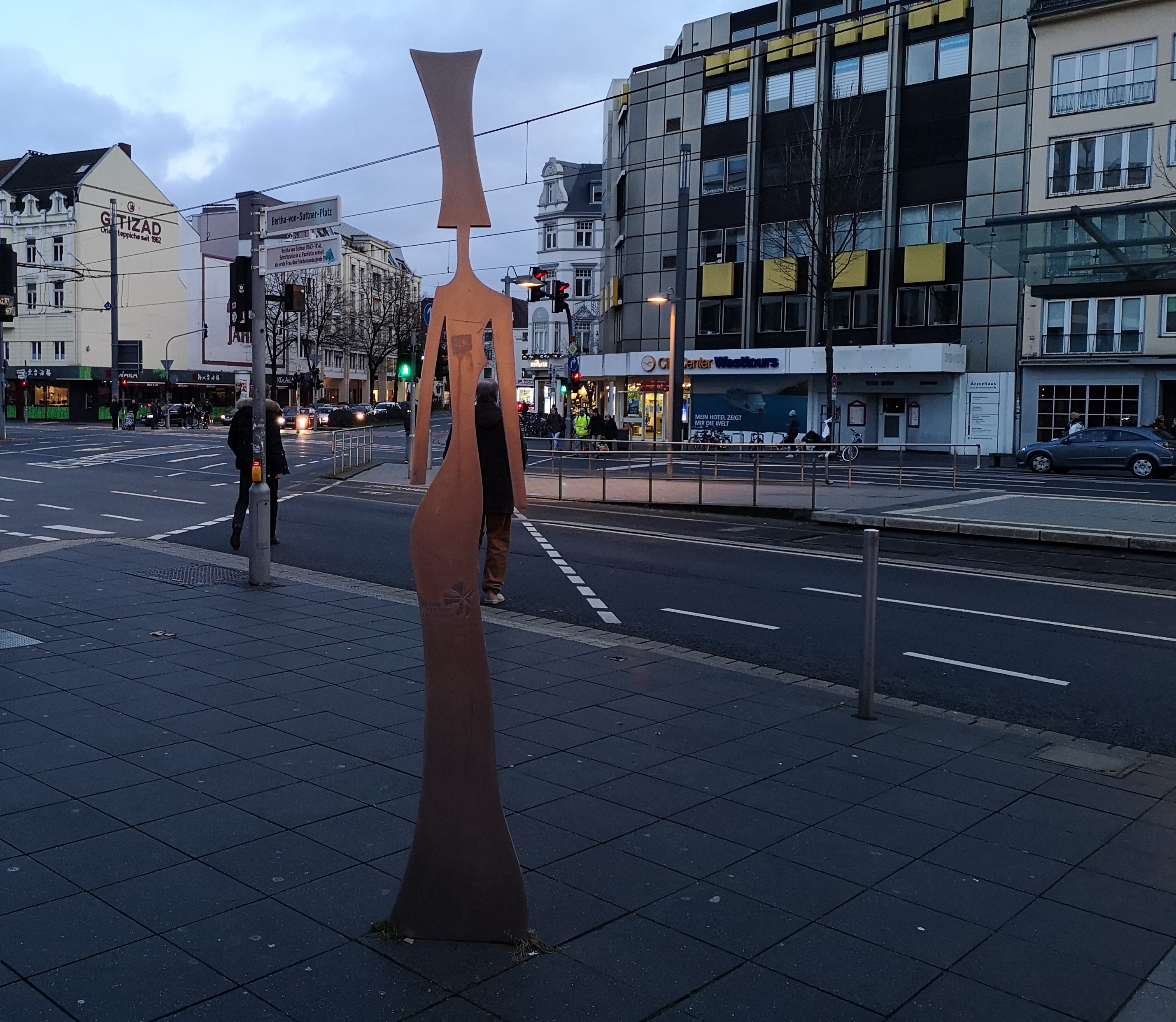
Bertha von Suttner Denkmal am Bertha-von-Suttner-Platz in Bonn

Seit 1993 setzt sich die Bertha-von-Suttner-Stiftung der DFG-VK für Projekte zur „Förderung der Völkerverständigung, des Friedens und der internationalen Zusammenarbeit“ ein.
Eine Bezirksstelle des Österreichischen Roten Kreuzes, Landesverband Wien, wurde nach ihr benannt.
Seit 2018 lehrt die in St. Pölten ansässige „Bertha von Suttner Privatuniversität“ in den Fächern Psychotherapie, Soziales, Pädagogik und Wirtschaft und ist bis dato die erste und einzige Universität im deutschsprachigen Raum mit einer Frau als Namenspatronin.

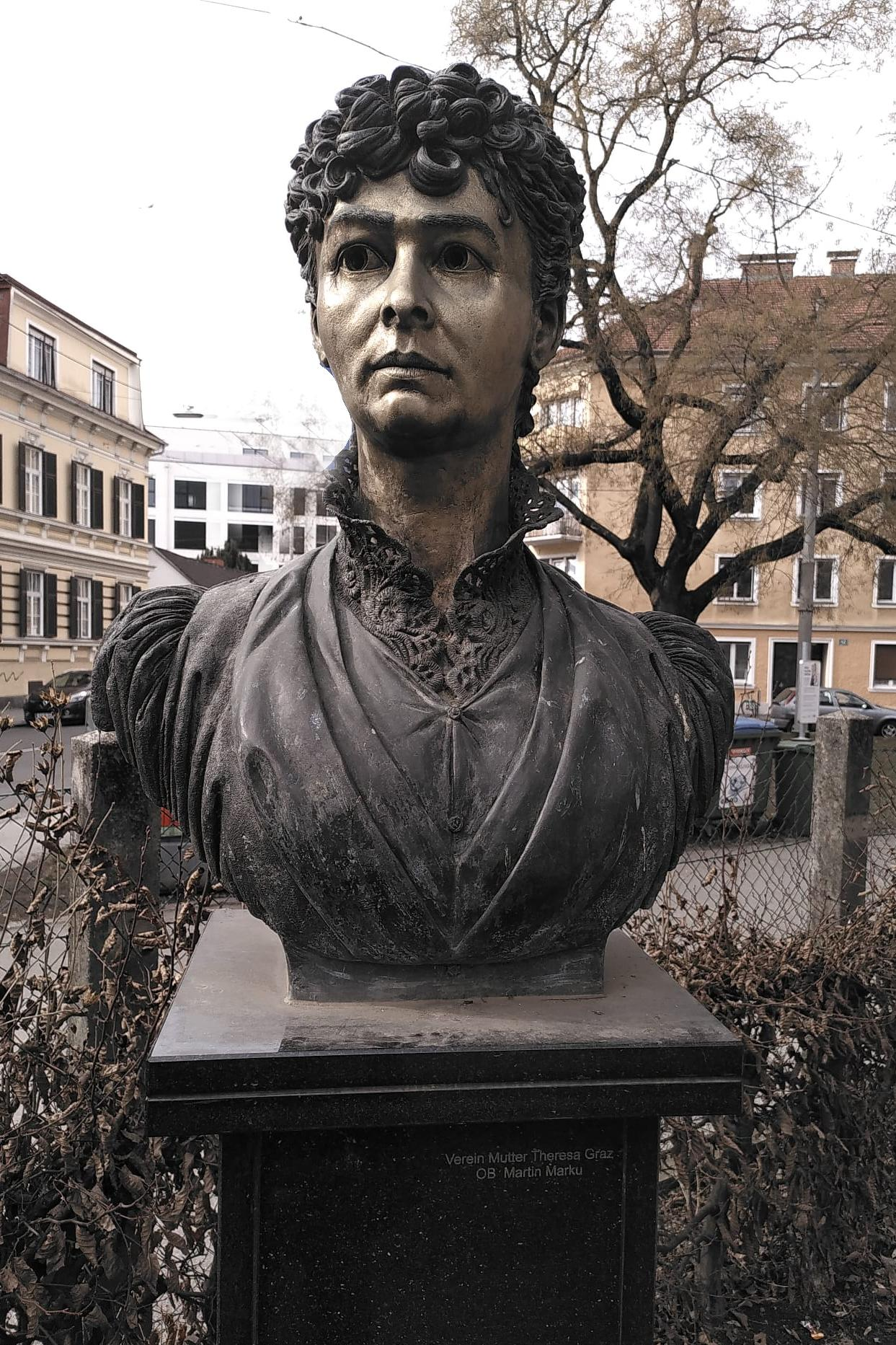
Porträtbüste vor der Volksschule „Bertha von Suttner“ in der Lagergasse, Graz

Im Januar 2021 gründeten vier zentrale humanistische Organisationen in Deutschland – der Humanistische Verband Deutschlands (HVD), die Giordano-Bruno-Stiftung (GBS), die Humanistische Akademie Deutschland (HAD) und die Bundesarbeitsgemeinschaft humanistischer Studierender (BAG) – sowie einige Privatpersonen das Bertha von Suttner-Studienwerk. Dieses unterstützt Studierende, die mit ihrem sozialen, politischen oder anderweitigem Engagement zur Verbesserung der Verhältnisse des menschlichen Lebens und Zusammenlebens beitragen, mit Stipendien und ideeller Förderung.

## Rezeption
In ganz Europa fanden Suttners Friedens- und Abrüstungsforderungen breite gesellschaftliche Resonanz. Die Lektüre von „Die Waffen nieder“ inspirierte viele Menschen – wie Helene Stöcker – dazu, Friedensaktivisten zu werden. Der Historiker Jörn Leonhard befand in seiner Geschichte des Ersten Weltkriegs, Bertha von Suttner sei vor dem Krieg Identifikationsfigur derjenigen Richtung des Pazifismus geworden, die „den Krieg als unmoralisch qualifizierte“, anders als eine von Johann von Bloch und Norman Angell vertretene Richtung, die die Rationalität des Krieges mit wissenschaftlichen Methoden zu widerlegen versuchte.

### Musik
Franz von Suppè schrieb für den Weltfriedenskongress in Bern 1892 nach Bertha von Suttners Hauptwerk den Chor Die Waffen nieder (Text: Julius Steinberg).
Ein Text aus Bertha von Suttners „Ein Testament“ liegt Alexander Doents Komposition Heilig ist die Freude für Gemischten Chor und Violine zugrunde, die am 11. Mai 2014 in Eggenburg uraufgeführt wurde.

### Filme

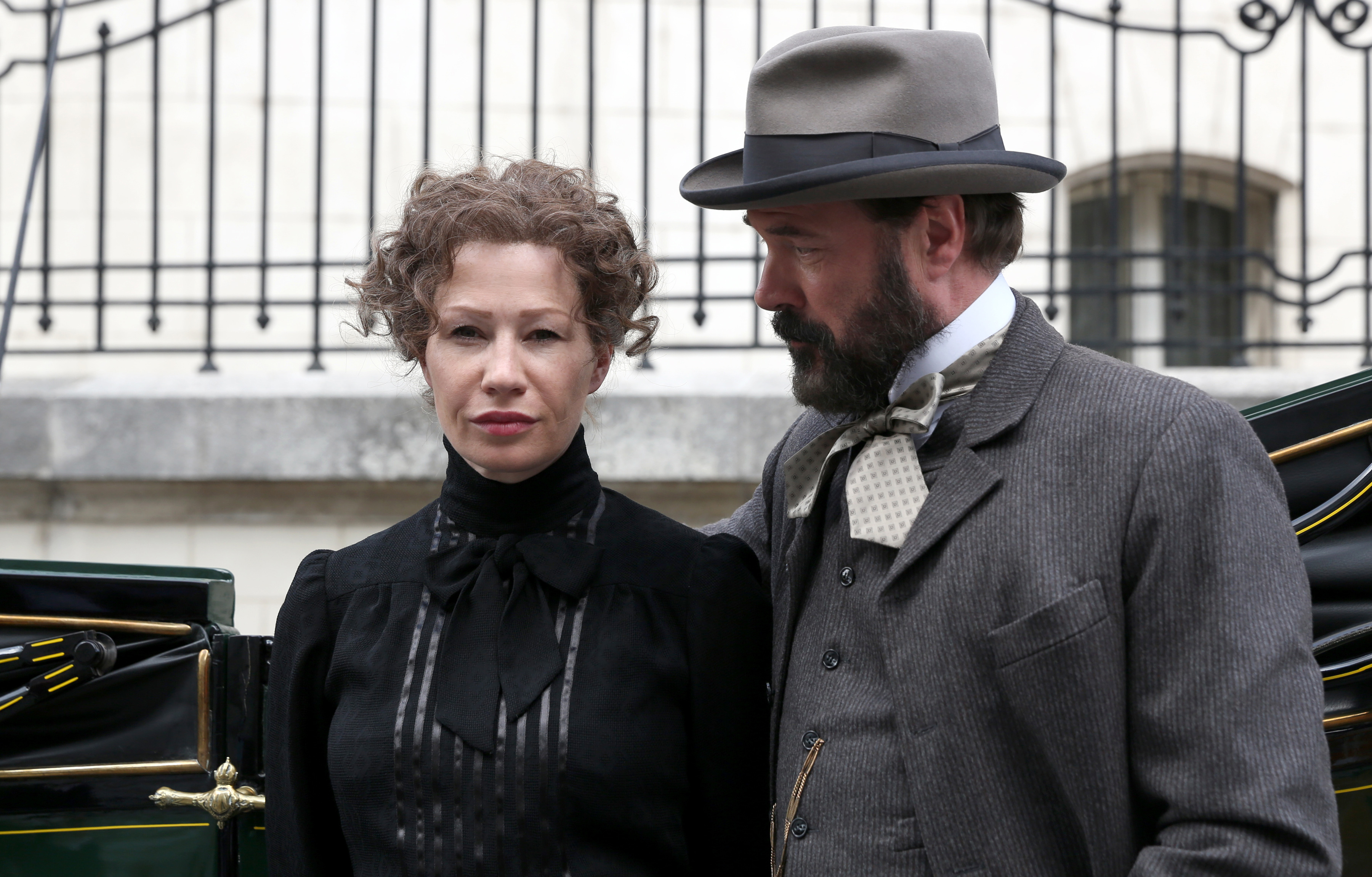
Birgit Minichmayr als Bertha von Suttner beim Filmset Madame Nobel (2014)

Im Jahr ihres Todes, also 1914, kam Holger-Madsen Romanverfilmung Die Waffen nieder! heraus. Der Regisseur Harald Braun verfilmte Suttners Leben 1952 in Herz der Welt mit Hilde Krahl in der Hauptrolle. Im Jahr 2014 entstanden mehrere Fernsehproduktionen zu ihrem Gedenken, darunter das Biopic Eine Liebe für den Frieden – Bertha von Suttner und Alfred Nobel (Madame Nobel), das von ORF, Degeto und Bayerischem Rundfunk produziert wurde, und die Reihe Die Waffen nieder!, produziert von der Think INK Group, Okto, die zwischen dem 8. März und 26. Dezember 2014 erstausgestrahlt wurde.

### Theater
Paula Kühn schrieb das Stück Bertha von Suttner. Ein Traum von Krieg und Frieden (Uraufführung im September 2024 mit dem Lichtzeit.Ensemble in Eichgraben).

## Schriften

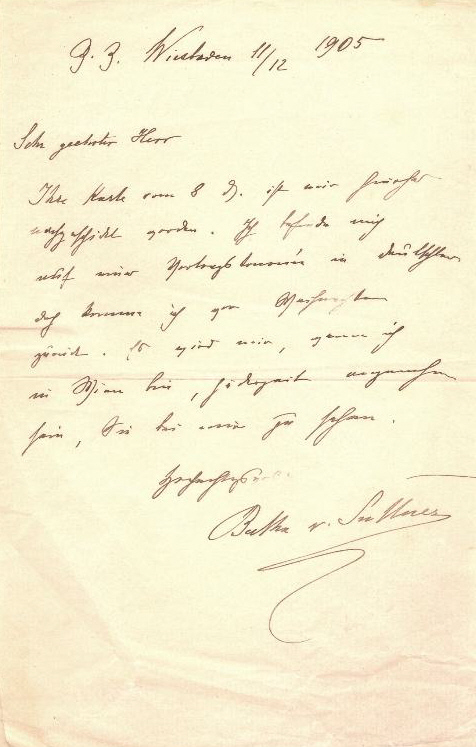
Brief Suttners vom 11. Dezember 1905

Eine 1993 von Gerhard Lindenstruth erstellte Bibliographie Suttners ist frei verfügbar (zuletzt aktualisiert 2014).
- Inventarium einer Seele. Leipzig 1883. (Digitalisat)
- Ein schlechter Mensch. München 1885.
- Daniela Dormes. München 1886.
- High Life. 1886
- Das Maschinenzeitalter. 1889. (Digitalisat)
- Die Waffen nieder! 1889. (Digitalisat, Nachauflage: Deutsche Literaturgesellschaft, Berlin 2008, ISBN 978-3-940490-45-2. Englische Ausgabe Longmans Green, London 1892)
- als Hrsg.: Die Waffen nieder! Monatszeitschrift, 1892–1899. Digitalisierte Ausgaben
- Vor dem Gewitter. Wien 1894. (Digitalisat)
- Einsam und arm. Dresden 1896. (Band 1 Digitalisat, Band 2 Digitalisat)
- Schach der Qual. 1898.
- Die Haager Friedenskonferenz. Pierson, Leipzig 1900. (Digitalisat)
- Marthas Kinder (= Die Waffen nieder. Teil II). 1902. (Digitalisat, Neuauflage 2015, ISBN 978-3-8430-9763-5)
- Franzl und Mirzl. Leipzig 1905. (Neuauflage 2020, ISBN 978-3-7437-3811-9)
- Die Entwicklung der Friedensbewegung. Leipzig 1907.
- Eva Siebeck. 1892. (Neuauflage 2021, ISBN 978-3-7437-3940-6)
- Rüstung und Überrüstung. Berlin 1909.
- Memoiren. Stuttgart 1909. (Digitalisat Universitätsbibliothek Leipzig, Neuauflage 2015, ISBN 978-3-8430-7491-9)
- Der Menschheit Hochgedanken. Berlin 1911.
- Die Barbarisierung der Luft. Berlin 1912.
- Alfred Hermann Fried (Hrsg.): Der Kampf um die Vermeidung des Weltkriegs. Randglossen aus zwei Jahrzehnten zu den Zeitereignissen vor der Katastrophe (1892–1900 und 1907–1914). 2 Bände. Band 1.: Von der Caprivischen Heeresvermehrung bis zum Transvaalkrieg. Band 2: Von der zweiten Haager Konferenz bis zum Ausbruch des Weltkrieges. Orell Füssli, Zürich 1917 (Digitalisat von Band 2).
- Liselotte von Reinken (Hrsg.): Memoiren. C. Schünemann, Bremen 1965. (Nachdruck: Severus, Hamburg 2013, ISBN 978-3-86347-443-0)